# Blücher-Denkmal (Berlin)

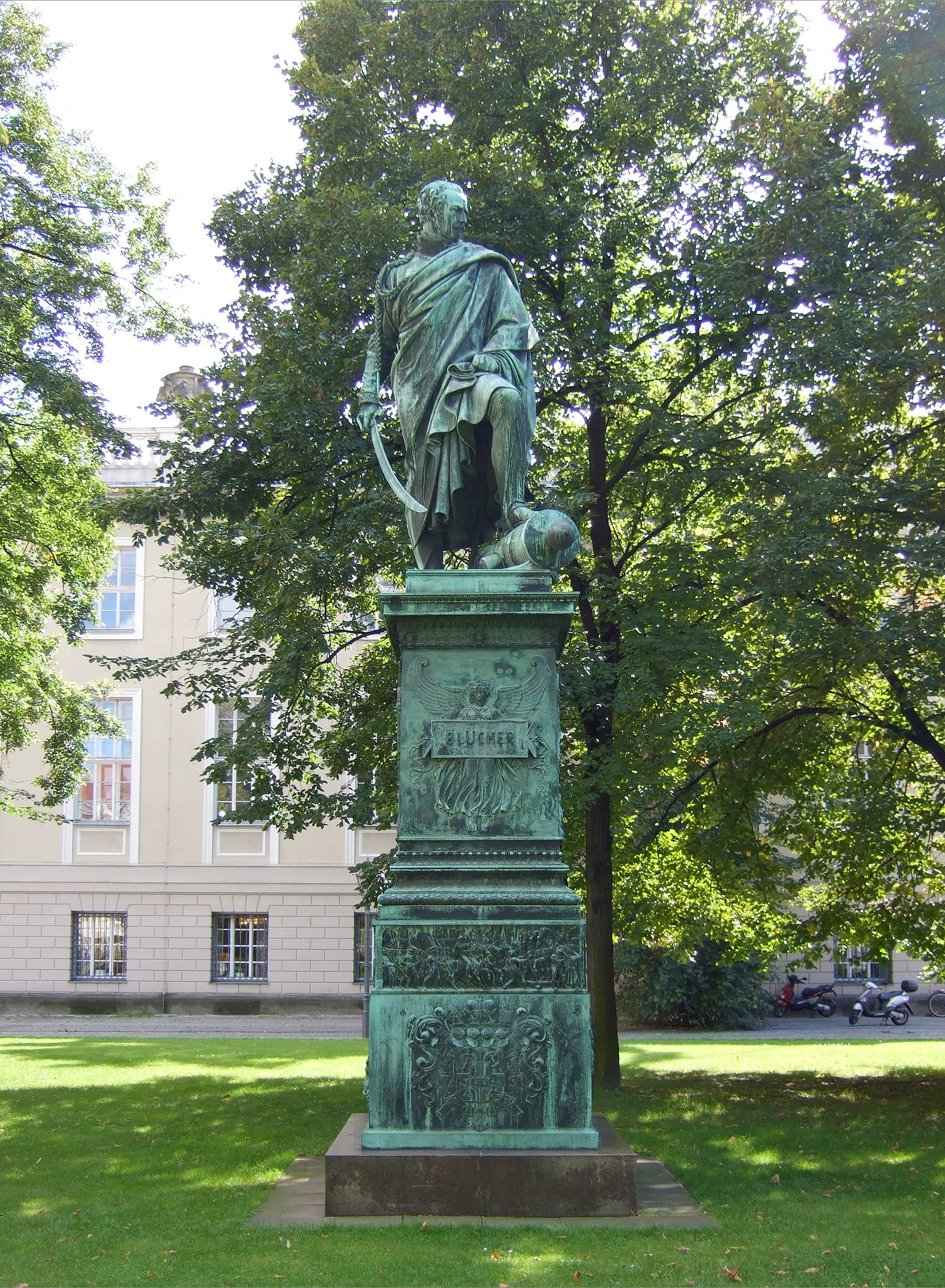
Blücher-Denkmal auf dem Bebelplatz, 2007

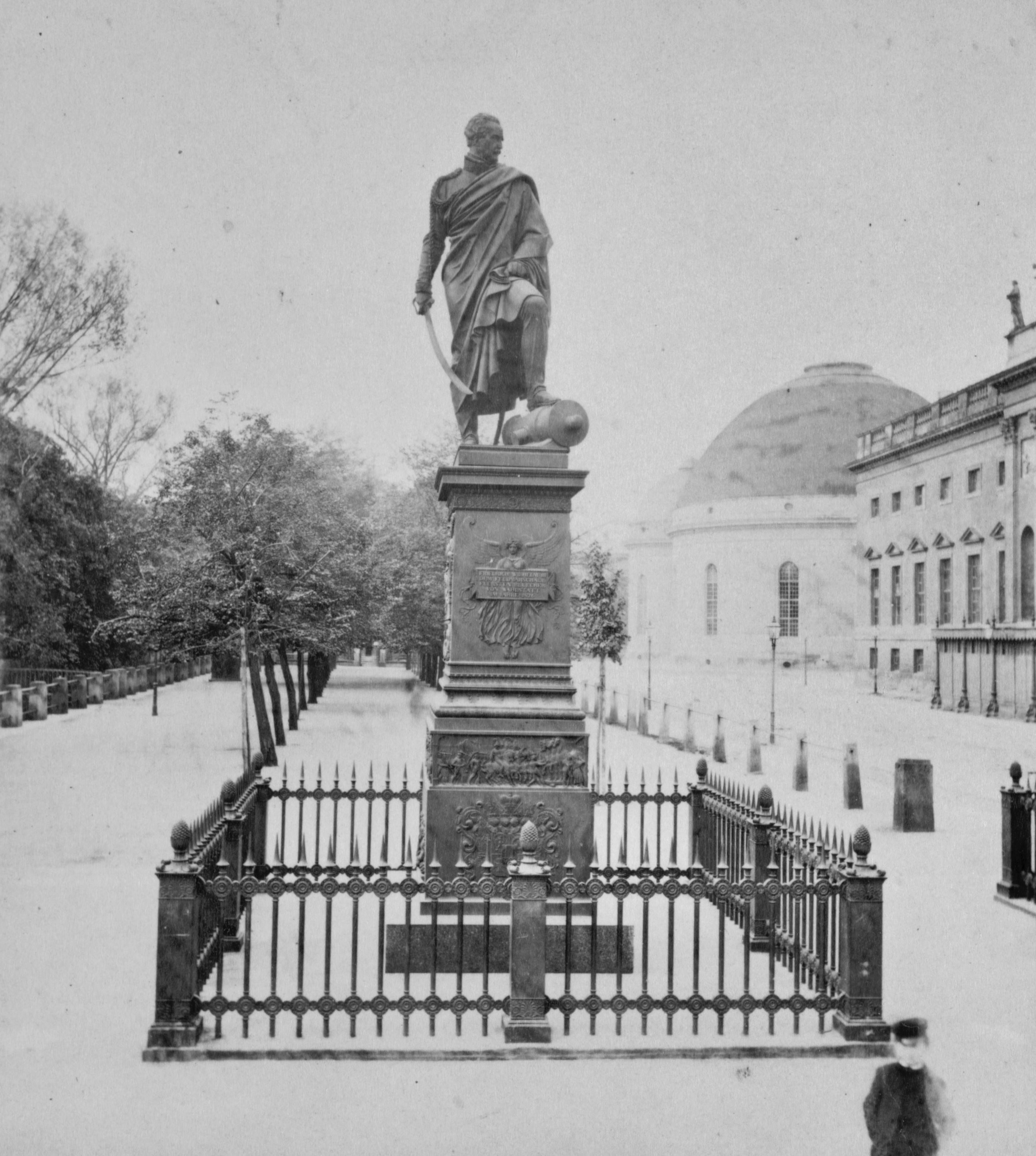
Blücher-Denkmal Unter den Linden, um 1870

Das Blücher-Denkmal auf der Grünfläche des Bebelplatzes im Berliner Ortsteil Mitte erinnert an den preußischen Feldmarschall und Befreiungskämpfer Gebhard Leberecht von Blücher (1742–1819). Geschaffen in den Jahren 1819–1826 von Christian Daniel Rauch im Stil des Klassizismus, gehört es zu den Meisterwerken der Berliner Bildhauerschule. Es stand bis 1950 vorn an der Prachtstraße Unter den Linden, mit der es ein Ensemble bildete, und steht seit 1963 hinten auf der Grünfläche des Bebelplatzes.

## Geschichte und Beschreibung
Das von Karl Friedrich Schinkel entworfene und von Christian Daniel Rauch ausgeführte Blücher-Denkmal wurde am 18. Juni 1826, dem Jahrestag der Schlacht bei Waterloo, im vorderen Bereich des östlichen Opernplatzes eingeweiht. Dort bezog es sich zuerst nur auf die Neue Wache mit dem Bülow-Denkmal und dem Scharnhorst-Denkmal gegenüber, dann auch auf das Yorck-Denkmal und das Gneisenau-Denkmal daneben. Stilistisch markiert das Blücher-Denkmal den Übergang vom Klassizismus zum Realismus. Es gehört zu den Meisterwerken der Berliner Bildhauerschule.
Die 3,25 Meter hohe Plastik zeigt „Marschall Vorwärts“ in zeitgenössische Uniform gekleidet, den Kopf nach links gewandt. Mit der rechten Hand hält er einen Säbel, mit dem linken Fuß steht er auf einem Geschützrohr. Die Reliefs am 4,60 Meter hohen Sockel zeigen im oberen Bereich vorn Viktoria die Inschrift tragend, rechts Nemesis ein Schwert reichend, hinten Pax einen Olivenzweig tragend und links Borussia einen Lorbeerkranz reichend; im mittleren Bereich die Geschichte der Befreiungskriege vom Auszug aus Breslau mit dem Aufruf An Mein Volk über den Zug durch Deutschland und Frankreich bis zum Einzug in Paris mit der Rückkehr der Quadriga; im unteren Bereich vorn das Wappen des Fürsten Blücher von Wahlstatt, rechts einen wachenden Löwen, hinten die Jahreszahlen 1813, 1814, 1815 in einem Lorbeerkranz und links einen schlafenden Löwen. Die Gesamthöhe des vom französischen Bronzegießer Claude François Lequine hergestellten Standbilds beträgt 7,85 Meter.
Um die „Entmilitarisierung und Entpreußifizierung“ des Stadtzentrums in Ost-Berlin voranzutreiben, ließ Walter Ulbricht zum ersten Deutschlandtreffen der Jugend im Mai 1950 zuerst die Denkmäler für Bülow und Scharnhorst und wenig später das Blücher-Denkmal zusammen mit dem Yorck-Denkmal und dem Gneisenau-Denkmal entfernen und einlagern. Die zur Herstellung einer über die Befreiungskriege vermittelten Kontinuitätslinie der deutsch-sowjetischen Freundschaft 1953 von Volksbildungsminister Fritz Lange angeregte Wiederaufstellung verzögerte sich wegen knapper Mittel bis 1963 und erfolgte um etwa 50 Meter weiter nach hinten gerückt auf der Grünfläche des Bebelplatzes. Dabei wurden die Inschrift „FRIEDRICH WILHELM III / DEM FELDMARSCHALL / FUERSTEN BLUECHER / VON WAHLSTATT / IM IAHRE 1826“ zu „BLÜCHER“ verkürzt und die Umzäunung beseitigt. Am heutigen Ort sind die vielfältigen Bezüge des Blücher-Denkmals zur Umgebung nicht erkennbar. Über eine Wiederaufstellung am ursprünglichen Ort, etwa 50 Meter weiter vorn, wird deshalb immer wieder diskutiert.

## Bildergalerie

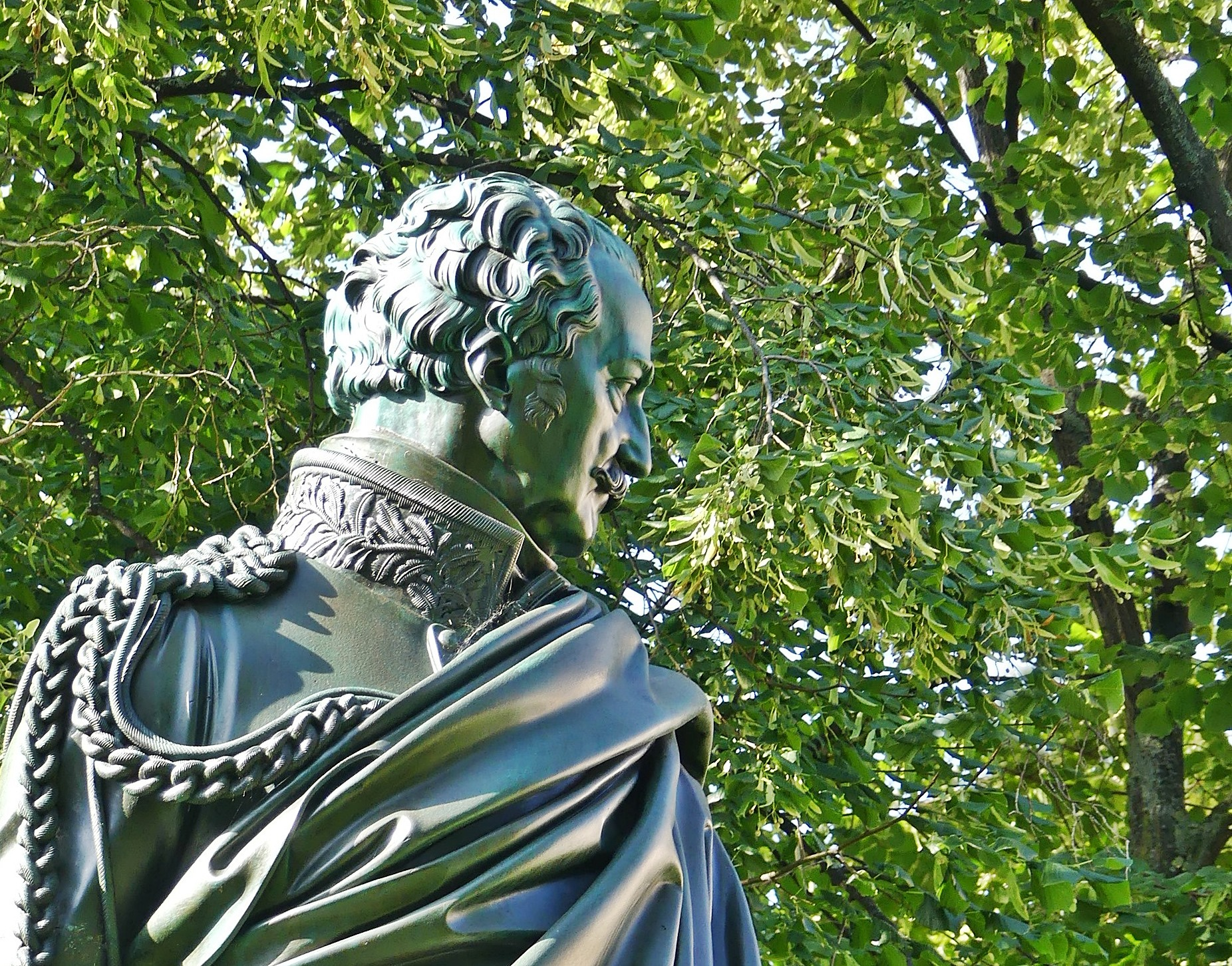
Statue von Blücher
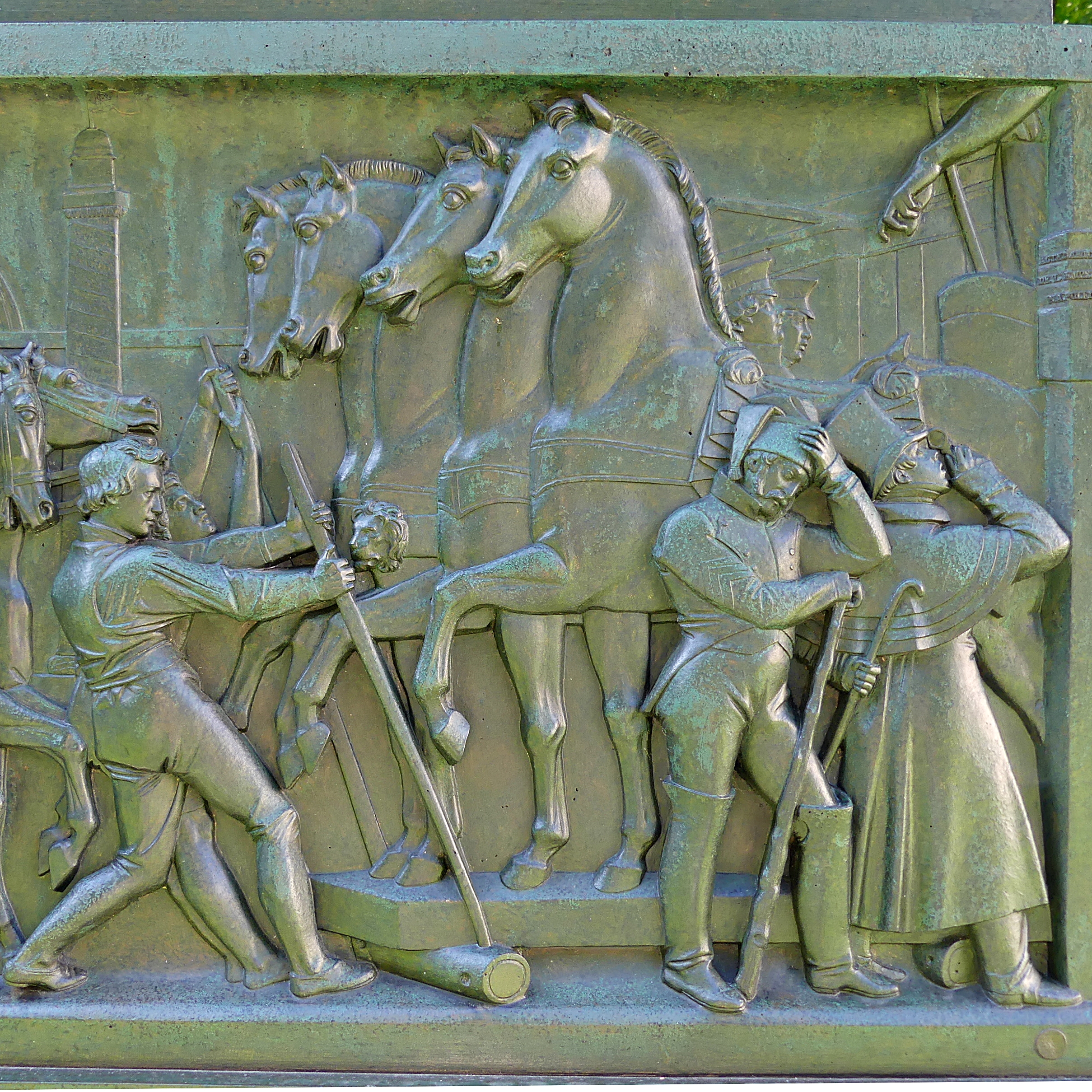
Relief vorn, Rückkehr der Quadriga
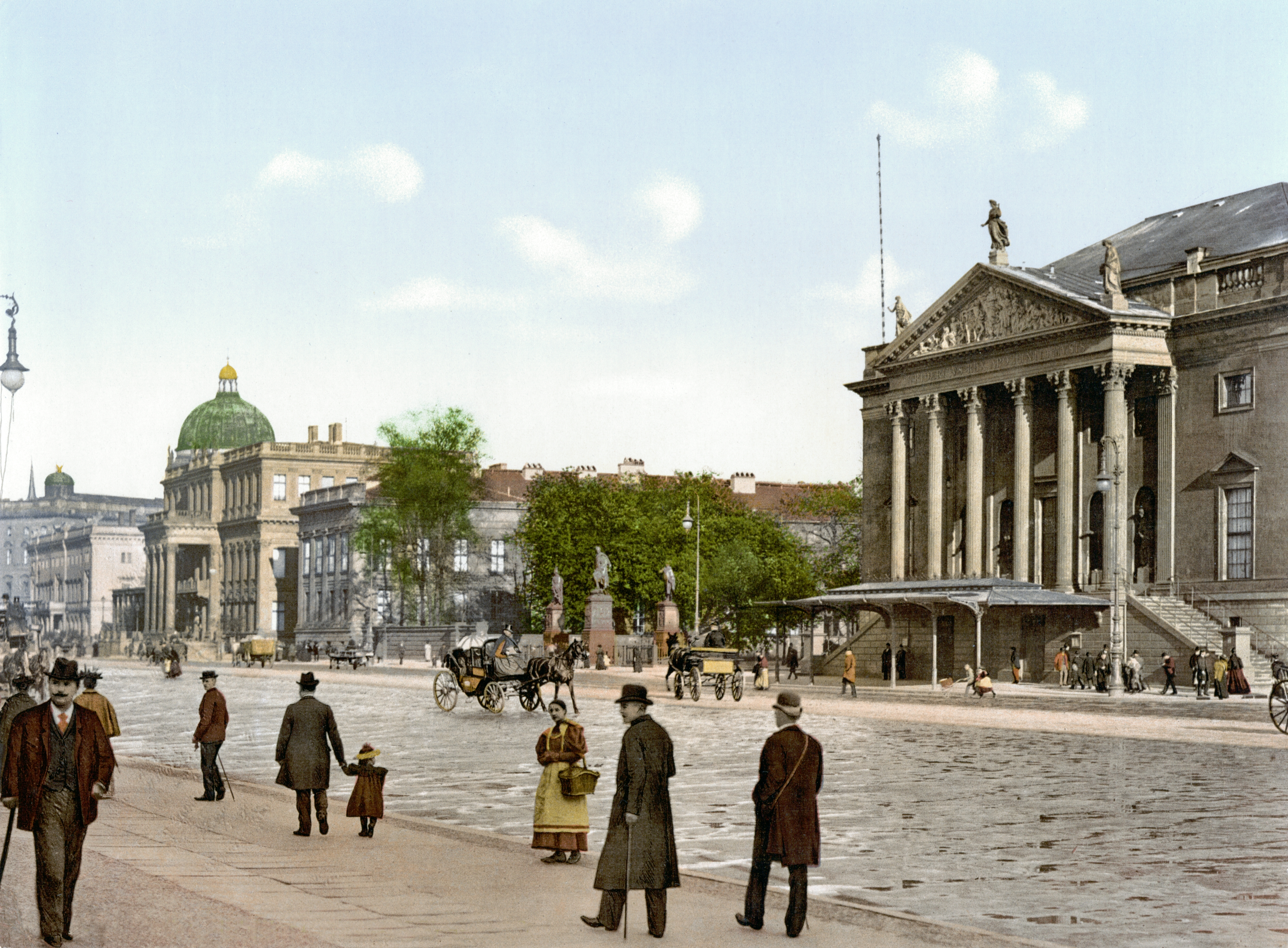
Ursprünglicher Standort
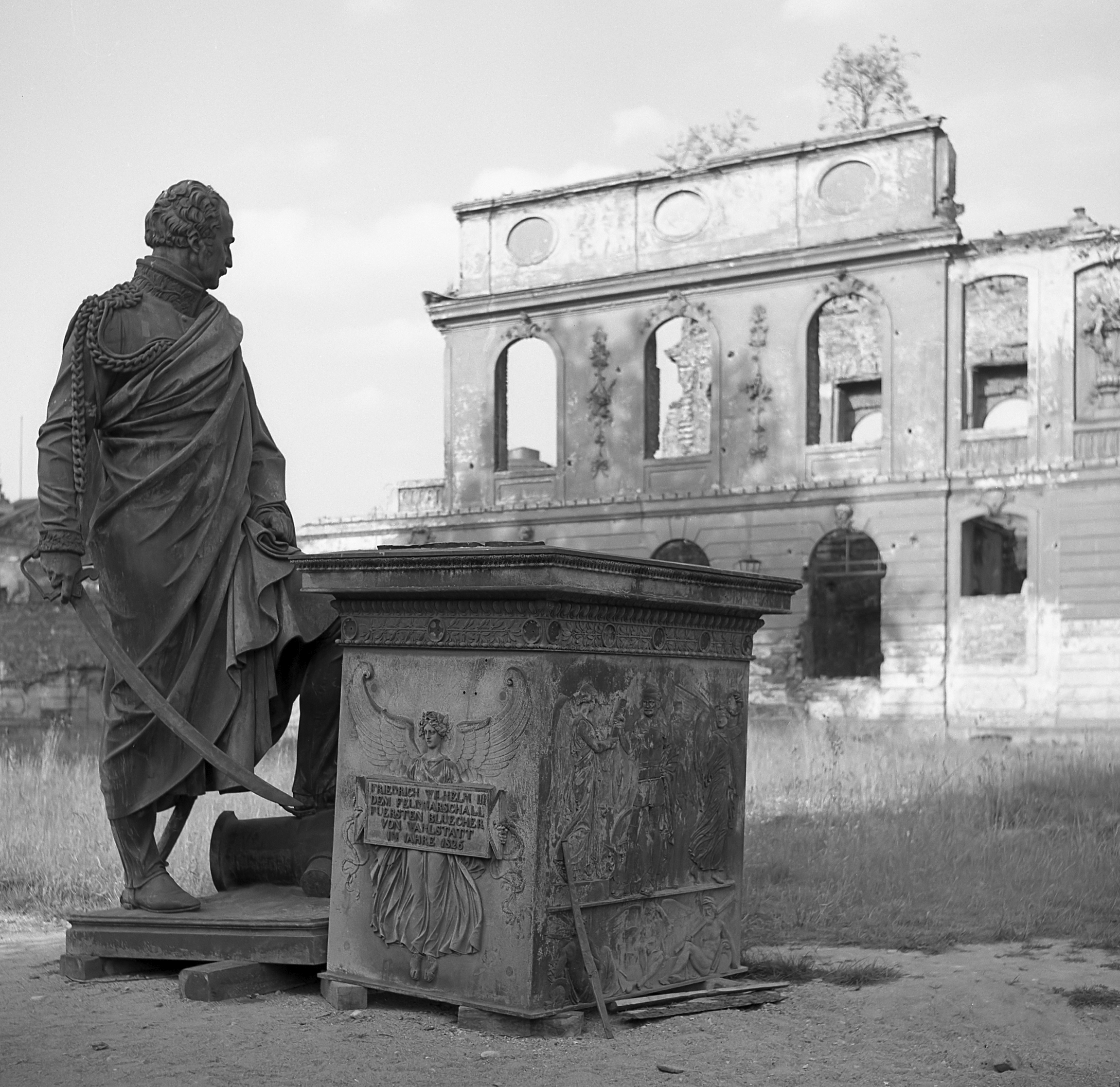
Vor der Wiederaufstellung, 1961
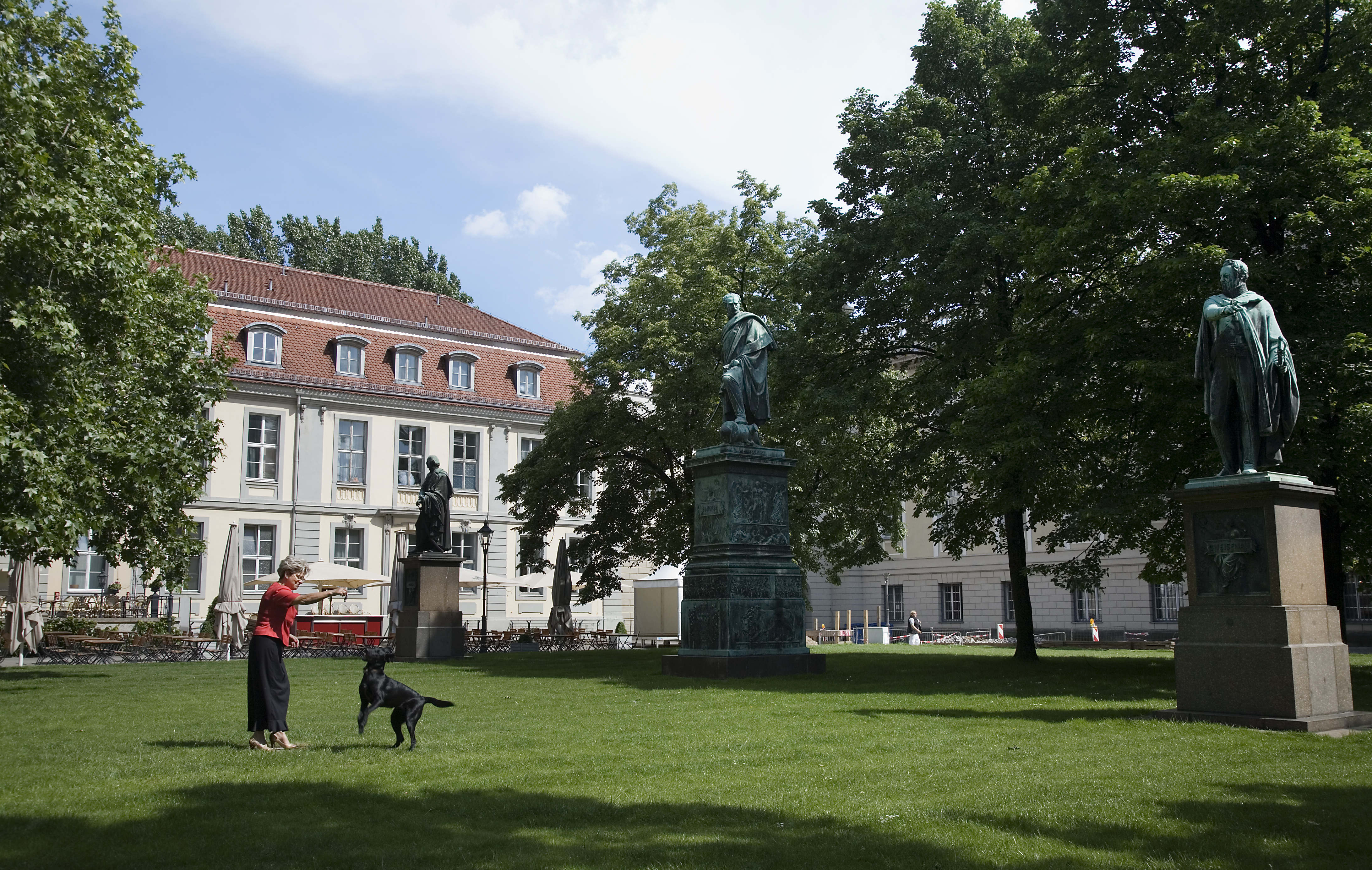
Heutiger Standort
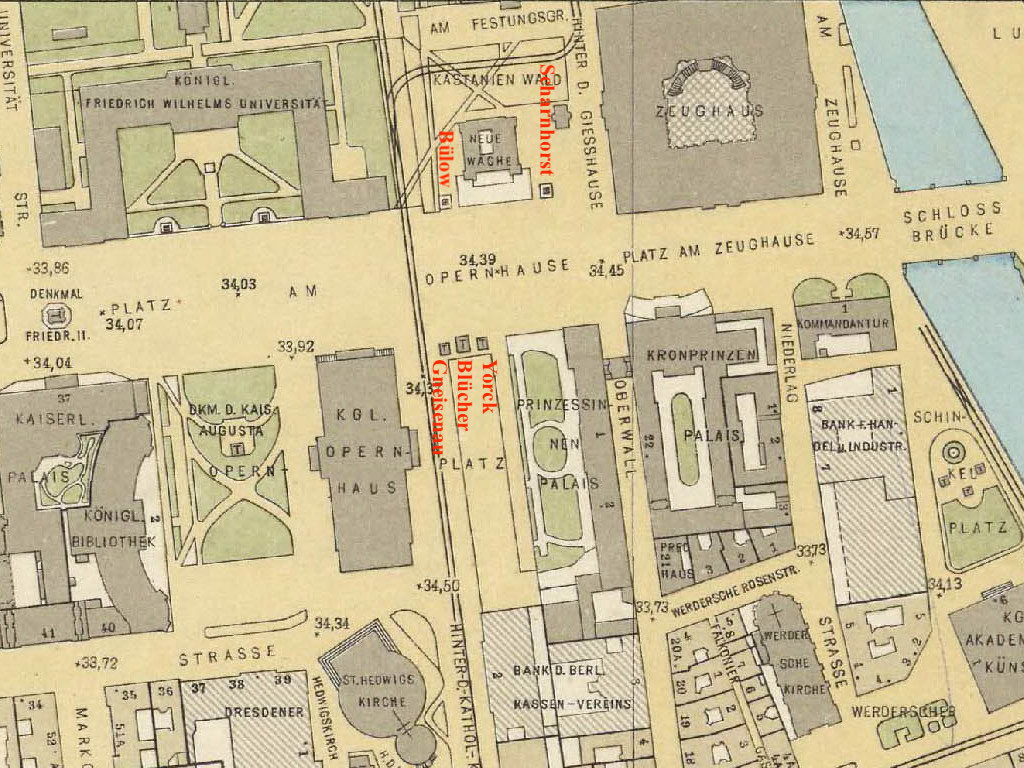
Lageplan von 1910